# Gonilan
Gonilan is een bestuurslaag in het regentschap Sukoharjo van de provincie Midden-Java, Indonesië. Gonilan telt 8843 inwoners (volkstelling 2010).